# Михайло Олександрович
Миха́йло II Олекса́ндрович (22 листопада (5 грудня) 1878, Петербург — 13 червня 1918, поблизу Пермі) — великий князь, четвертий син Олександра III, молодший брат Миколи II, генерал-ад'ютант свити імператора, член Державної Ради. Формально з 15 (2 за старим стилем) березня до 16 (3 за старим стилем) березня 1917 вважався російським імператором Михайлом II, проте титул не прийняв.

## Життєпис
У 1899 році після кончини Георгія Олександровича став спадкоємцем, цесаревичем, але перестав ним бути в 1904 році, коли у Миколи народився син Олексій.
У 1911 році у Відні одружився з Наталією Сергіївною (вродженою Шереметьївською), колишньою дружиною Сергія Івановича Мамонтова, до цього дружиною Володимира Володимировича Вулфферта. Мав сина Георгія, що носив титул граф Брасов (загинув в автомобільній катастрофі у Бельгії в 1931 році).
Через морганатичний шлюб, до якого вступив Михайло Олександрович, Микола, указом 1912 року відмінив положення, згідно з яким Михайло у разі кончини Миколи до того, як Олексію виповниться 18 років, ставав би правителем держави (регентом).
Після зречення Миколи II від влади не ризикнув стати імператором, оскільки не мав в своєму розпорядженні ніякої реальної сили. При відкладанні ж питання про форму правління до Установчих зборів повернення монархії не виключалося.
За відомостями деяких істориків вважається останнім імператором Росії, що правив тільки день (брат звернувся до нього в телеграмі як до «імператора Всеросійського Михайла Другого», тобто Михайлом I вважався цар Михайло Федорович).
Розстріляний більшовиками в Пермі в червні 1918 році. Існує розповідь, згідно з якою він перед розстрілом, роззувшись, кинув чоботи своїм вбивцям і сказав: «Носите, ребята, всё-таки царские…» (ці слова приписують також історикові великому князеві Миколаю Михайловичу, розстріляному в січні 1919 році). За іншими даними, він був убитий більшовиками разом зі своїм секретарем Н. Н. Джонсоном без будь-якого оголошення про вирок.
Відсутність офіційних публікацій про розстріл (на відміну від брата) породила численні чутки про долю Михайла. Існували самозванці, що видавали себе за нього (про одного з них згадує Солженіцин). Деякі автори, промовці від особи Катакомбної церкві, відстоюють версію, що ототожнює Михайла з ієромонахом Серафимом (Поздєєвим), який помер 1971 року.